# اولگ شوچنکو
اولگ شوچنکو (اوکراینی: Олег Шевченко؛ زادهٔ ۸ ژانویهٔ ۱۹۹۳) بازیکن والیبال اهل اوکراین است.